# Jean-Baptiste Dumas
Jean Baptiste Dumas, (Alès, 15. srpnja 1800. – Cannes, 11. travnja 1884.), bio je francuski kemičar i političar. Bio je zet Alexandra Brongniarta.
Dumas je postao učitelj na École polytechnique u Parizu 1823., a zatim profesor na Sveučilištu u Parizu. Član Francuske akademije znanosti postao je 1832., stalni tajnik akademije 1868., a nasljednik Guizota na stolici broj 40 i član Francuska akademija 1875. godine. Poslije revolucije 1848., izabran je u zakonodavnu skupštinu, gdje se priklanja većini. Obnaša dužnost ministra poljoprivrede i trgovine 1851., a poslije državnog udara Napoleona III. postaje senator.
Dumas se bavio anorganskom kemijom, njegova teorija supstitucije i njegovi radovi o atomskoj i molekularnoj masi imali su odjeka diljem Europe. Bio je jedan od osnivača École centrale u Parizu 1829. Dobitnik je Copleyeve medalje 1843. godine.
Njegovo ime nalazi se na popisu 72 znanstvenika ugraviranih na Eifellovom tornju.